# Mathias Tjärnqvist
Pour les articles homonymes, voir Tjärnqvist.
Mathias Tjärnqvist (né le 15 avril 1979 à Umeå) est un joueur professionnel suédois de hockey sur glace. Il évolue au poste d'attaquant. Il est le frère de Daniel Tjärnqvist.

## Biographie

### Carrière en club
En 1997, il commence sa carrière en senior dans la Division 1 avec le Rögle BK. Il est choisi en troisième ronde en 96e position par les Stars de Dallas lors du repêchage d'entrée dans la LNH 1999.
Il remporte l'Elitserien 2000 et 2001 avec le Djurgården Hockey. Il part alors Amérique du Nord. Il débute dans la Ligue nationale de hockey avec les Stars. Le 12 février 2007, il est échangé aux Coyotes de Phoenix avec un premier choix au repêchage 2007 en retour de Ladislav Nagy. Il revient en Europe en 2008.

### Carrière internationale
Il représente la Suède au niveau international. Il a remporté la médaille d'argent aux championnats du monde 2003 et 2004.

## Statistiques

### En club
| Saison     | Équipe              | Ligue       |     | Saison régulière | Saison régulière | Saison régulière | Saison régulière | Saison régulière |    | Séries éliminatoires | Séries éliminatoires | Séries éliminatoires | Séries éliminatoires | Séries éliminatoires |
| Saison     | Équipe              | Ligue       | PJ  | B                | A                | Pts              | Pun              | PJ               | B  | A                    | Pts                  | Pun                  |                      |                      |
| 1996-1997  | Rögle BK            | Division 1  | 15  | 1                | 4                | 5                | 4                |                  |    |                      |                      |                      |                      |                      |
| 1997-1998  | Rögle BK            | Division 1  | 31  | 12               | 11               | 23               | 30               |                  |    |                      |                      |                      |                      |                      |
| 1998-1999  | Rögle BK            | Division 1  | 34  | 18               | 16               | 34               | 44               |                  |    |                      |                      |                      |                      |                      |
| 1999-2000  | Djurgårdens IF      | Elitserien  | 50  | 12               | 12               | 24               | 20               |                  |    |                      |                      |                      |                      |                      |
| 2000-2001  | Djurgårdens IF      | Elitserien  | 47  | 11               | 8                | 19               | 53               | 16               | 1  | 2                    | 3                    | 6                    |                      |                      |
| 2001-2002  | Djurgårdens IF      | Elitserien  | 6   | 0                | 1                | 1                | 4                | 2                | 0  | 0                    | 0                    | 2                    |                      |                      |
| 2002-2003  | Djurgårdens IF      | Elitserien  | 38  | 11               | 13               | 24               | 30               | 9                | 4  | 1                    | 5                    | 12                   |                      |                      |
| 2003-2004  | Grizzlies de l'Utah | LAH         | 60  | 15               | 13               | 28               | 51               | --               | -- | --                   | --                   | --                   |                      |                      |
| 2003-2004  | Stars de Dallas     | LNH         | 18  | 1                | 1                | 2                | 2                | --               | -- | --                   | --                   | --                   |                      |                      |
| 2004-2005  | HV71                | Elitserien  | 46  | 8                | 9                | 17               | 18               | --               | -- | --                   | --                   | --                   |                      |                      |
| 2005-2006  | Stars de Dallas     | LNH         | 33  | 2                | 4                | 6                | 18               | --               | -- | --                   | --                   | --                   |                      |                      |
| 2005-2006  | Stars de l'Iowa     | LAH         | 34  | 17               | 12               | 29               | 28               | 1                | 0  | 0                    | 0                    | 0                    |                      |                      |
| 2006-2007  | Stars de Dallas     | LNH         | 18  | 1                | 3                | 4                | 4                | --               | -- | --                   | --                   | --                   |                      |                      |
| 2006-2007  | Stars de l'Iowa     | LAH         | 2   | 1                | 1                | 2                | 0                | --               | -- | --                   | --                   | --                   |                      |                      |
| 2006-2007  | Coyotes de Phoenix  | LNH         | 26  | 5                | 4                | 9                | 2                | --               | -- | --                   | --                   | --                   |                      |                      |
| 2007-2008  | Coyotes de Phoenix  | LNH         | 78  | 4                | 7                | 11               | 34               | --               | -- | --                   | --                   | --                   |                      |                      |
| 2008-2009  | Rögle BK            | Elitserien  | 40  | 11               | 10               | 21               | 16               | --               | -- | --                   | --                   | --                   |                      |                      |
| 2009-2010  | Djurgårdens IF      | Elitserien  | 18  | 2                | 2                | 4                | 8                | 16               | 1  | 2                    | 3                    | 8                    |                      |                      |
| 2010-2011  | Djurgårdens IF      | Elitserien  | 43  | 17               | 6                | 23               | 18               | 7                | 2  | 2                    | 4                    | 2                    |                      |                      |
| 2011-2012  | Djurgårdens IF      | Elitserien  | 52  | 6                | 7                | 13               | 34               | -                | -  | -                    | -                    | -                    |                      |                      |
| 2012-2013  | Rögle BK            | Elitserien  | 54  | 10               | 8                | 18               | 30               | -                | -  | -                    | -                    | -                    |                      |                      |
| 2013-2014  | Rögle BK            | Allsvenskan | 44  | 3                | 9                | 12               | 82               | 16               | 2  | 2                    | 4                    | 8                    |                      |                      |
| 2014-2015  | Malmö Redhawks      | Allsvenskan | 39  | 10               | 5                | 15               | 8                | 12               | 3  | 1                    | 4                    | 8                    |                      |                      |
| 2015-2016  | JYP Jyväskylä       | Liiga       | 11  | 1                | 0                | 1                | 0                | -                | -  | -                    | -                    | -                    |                      |                      |
| 2015-2016  | Malmö Redhawks      | SHL         | 15  | 3                | 4                | 7                | 6                | -                | -  | -                    | -                    | -                    |                      |                      |
| 2016-2017  | Malmö Redhawks      | SHL         | 39  | 0                | 7                | 7                | 12               | 12               | 2  | 0                    | 2                    | 2                    |                      |                      |
| Totaux LNH | Totaux LNH          | Totaux LNH  | 173 | 13               | 19               | 32               | 60               |                  |    |                      |                      |                      |                      |                      |

### En équipe nationale
| Année | Compétition                 |   | PJ | B | A | Pts | Pun | +/-               |  | Résultat |
| 1997  | Championnat d'Europe junior | 5 | 0  | 0 | 0 | 0   | 0   | Médaille d'argent |  |          |
| 1999  | Championnat du monde junior | 6 | 1  | 4 | 5 | 4   | +1  | Quatrième place   |  |          |
| 2003  | Championnat du monde        | 9 | 1  | 1 | 2 | 4   | +1  | Médaille d'argent |  |          |
| 2004  | Championnat du monde        | 9 | 0  | 0 | 0 | 4   | 0   | Médaille d'argent |  |          |